# Фијакериста
Фијакериста је особа која управља фијакером. У регистру сертификованих заната Министарства привреде Републике Србије у Сомбору је регистрована једна занатска радња која обавља услуге превоза путника фијакером. У Сомбору је фијакерска служба развијена крајем 19. века. Посебан утицај на развој фијакерске службе имала је израдња железничке станице која је била удаљена око два километра од центра града. Данас је у Сомбору само један фијакериста.